# Julian Arendt
Julian Arendt (* 16. Mai 1895; † 1. Februar 1938 in Berlin) war ein deutscher Literat, Kabarettautor und künstlerischer Leiter mehrerer Kabarettgruppen.

## Leben
Im Ersten Weltkrieg nahm er als Freiwilliger teil. Eine schwere Malaria führte nach vielen Jahren schließlich zu seinem Tod. Texte des Kabaretts, z. B. für die Kabarettgruppen „Die Katakombe“ oder „Das Ping-Pong“, und von mehreren Revuen der Weimarer Republik entstammen seiner Feder, wie etwa die Ballade von den Säckeschmeißern, zu der Hanns Eisler die Musik schrieb, oder Chansons von Claire Waldoff. Seine Politsongs wurden von Ernst Busch interpretiert.